# グダニスク造船所
グダニスク造船所（グダニスクぞうせんじょ、ポーランド語:Stocznia Gdańska ストーチュニャ・グダーィンスカ）は、ポーランドのグダニスクにある造船所。ナチス・ドイツの造船所を1945年に再建稼動させたもの。
グダニスクでは1570年代から造船業が発達した。1804年にはプロイセン王国の下で最初の造船所が開かれ、1871年にはドイツ帝国の造船所が開業した。第一次世界大戦後は、自由都市ダンツィヒに含有された。その後、ナチス・ドイツがグダニスクを占領し、用途別に4つの造船所を操業した。
第二次世界大戦後、ポーランド人民共和国の造船所となった。当初はグダニスク造船所などと称していたが、1967年4月15日付けでレーニン記念グダニスク造船所（Stocznia Gdańska im. Lenina）、通称レーニン造船所となった。
冷戦時代、グダニスク造船所は東側諸国の中心的な造船所のひとつとして多くの船舶を建造した。それらは、ソ連など友好各国に供給された。1980年、造船所の独立自主管理労働組合「連帯」による労働運動が、ポーランド民主化、さらには東欧革命の扉を開いた。「連帯」委員長のレフ・ヴァウェンサ（レフ・ワレサ）は、同造船所の電気工であった。
民主化後、民営化され経営が悪化し大規模なリストラが行われたが1996年倒産。1998年再建されたがポーランドのEU加盟後には、再閉鎖の計画が持ち上がっている。

## 事件
1994年11月24日、グダニスク造船所ホールでバンド「ゴールデン・ライフ」のコンサート中に火災が発生し、7名が死亡。火災の原因は放火だったが、犯人は特定できなかった。